# Sonesimia grossa
Sonesimia grossa är en insektsart som beskrevs av Victor Antoine Signoret 1854. Sonesimia grossa ingår i släktet Sonesimia och familjen dvärgstritar. Inga underarter finns listade i Catalogue of Life.